# خو کای لین
خو کای لین (به انگلیسی: Khoo Cai Lin) (زادهٔ ۲۵ دسامبر ۱۹۸۸) شناگر اهل مالزی است.